# Угандійсько-танзанійська війна
Угандійських-танзанійська війна — збройний конфлікт між Угандою і Танзанією, який стався в 1978–1979 роках. Танзанії в ході конфлікту надали підтримку сили опозиції Уганди і Мозамбік, Уганді — Лівія і частково палестинські бойовики з ООП. Результатом конфлікту стала військова перемога Танзанії, повалення в Уганді режиму Іді Аміна і прихід до влади ФНВУ.

## Передумови
Прийшовши до влади в Уганді в результаті перевороту 1971 року, Іді Амін швидко отримав міжнародну популярність завдяки своїм екстравагантним заявами. У той же час він встановив в країні один з найбільш деспотичних режимів Африки. Опозиція Аміна була жорстоко придушена; багато її представників, включаючи поваленого президента Мілтона Оботе, емігрували в сусідню Танзанію. Це викликало напруженість у відносинах між двома країнами, особливо після того, як опозиціонери невдало спробували зробити військове вторгнення в Уганду для повалення Аміна.
Восени 1978 року відбулося повстання в армії Уганди. Незабаром повсталі зміцнилися в південних районах країни і почали отримувати допомогу від емігрантів в Танзанії. Іді Амін використовував цей факт, щоб звинуватити Танзанію в агресії. 1 листопада 1978 року угандійська армія вторглася на територію сусідньої країни і швидко окупувала район на захід від озера Вікторія. Між двома країнами почалася війна.

## Хід війни
Збройні сили Танзанії були мобілізовані, що дозволило збільшити їх чисельність більш ніж вдвічі (з 40 до 100 тисяч чоловік). До них приєдналися групи опозиції Уганди, які об'єдналися в Національно-визвольну армію Уганди. Після того, як угандійські війська були вигнані з території Танзанії (грудень 1978), президент країни Джуліус Ньєрере ухвалив рішення продовжувати бойові дії аж до повалення режиму Іді Аміна. У конфлікт на боці Уганди втрутилася Лівія (лівійського лідера Муаммара Каддафі спонукали на це антиізраїльські виступи Аміна і те, що він був дуже дружній з Іди Аміном). До країни прибули експедиційні лівійські війська (бл. 3 тис. осіб). Попри це, танзанійська армія продовжувала просуватися вглиб Уганди. 11 квітня 1979 року була взята столиця країни Кампала, і війна фактично завершилася.

## Наслідки
Іді Амін втік до Лівії, а згодом перебрався в Саудівську Аравію, де і прожив до своєї смерті в 2003 році. Між опозиційними угрупованнями, що повернулися в Уганду почалася боротьба за владу, що вилилася в громадянську війну 1981–1986 років.